# Aforia hedleyi
Aforia hedleyi is een slakkensoort uit de familie van de Cochlespiridae. De wetenschappelijke naam van de soort is voor het eerst geldig gepubliceerd in 1990 door Dell als Pontiothauma hedleyi.